# 7月10日
7月10日是阳历年的第191天（闰年是192天），离一年的结束还有174天。

## 大事记

### 20世紀以前
- 420年：刘裕废晉恭帝，建立刘宋，南朝开始。
- 645年：日本中大兄皇子发动政变，诛杀权臣苏我入鹿，改元大化，大化改新开始。
- 1105年：宋徽宗按照蔡京的提议，将司马光为首的反对王安石变法者共309人重定党籍，刻石于朝堂，即“元祐党人碑”。
- 1519年：中國明朝寧王朱宸濠因為不滿明武宗的作為而發動叛亂，隨後率領軍隊北上並企圖佔領南京。
- 1652年：第一次英荷戰爭：英國向荷蘭宣戰。
- 1690年：法國海軍名將圖爾維爾在比奇角海戰擊敗英荷聯合艦隊。
- 1796年：德国数学家暨科学家卡尔·弗里德里希·高斯发现任何自然数都是最多3个三角形数的总和。
- 1890年：清政府改各省书院为学校。
- 1890年：懷俄明領地建州，成為美國第44個州份懷俄明州。

### 20世紀
- 1904年：巴拿马政府把运河区划给美国。
- 1908年：荷兰物理学家海克·卡末林·昂內斯首次液化了氦气。
- 1912年：四川都督尹昌衡出征西藏。
- 1913年：俄国向保加利亚宣战。
- 1913年：美國加利福尼亞州死亡谷國家公園測得高達56.7°C的氣溫，成為地球上有史以來最高的溫度記錄。
- 1918年：俄羅斯蘇維埃聯邦社會主義共和國國徽啟用。
- 1919年：广州各界集会要求废除对外密约，声讨卖国贼，由伍廷芳任广东省省长。
- 1925年：塔斯社在俄罗斯通讯社的基础上扩建成立，成为苏联国家通讯社。
- 1927年：第一個由臺灣人組成的政黨臺灣民眾黨於臺中市成立，為臺灣人爭取自身權益的重要里程碑。
- 1929年：中东路事件：中國奉系军阀张学良派兵武力接管中东铁路，驱逐苏联管理人员。
- 1938年：霍华德·休斯驾驶一架洛克西德超級電星式（英语：Lockheed Model 14 Super Electra）创造了91小时环球飞行的世界记录。
- 1938年：法國巴黎聖母院大教堂重開。
- 1940年：隨著法蘭西第三共和國的投降，法國政府於維琪成立法蘭西國。
- 1940年：納粹德國空軍開始轟炸英國本土並與英國皇家空軍交戰，不列顛戰役爆發。
- 1941年：冈村宁次提出三光政策。
- 1942年：一名美國海軍飛行員在阿拉斯加安庫坦島發現了一架被擊落的日本三菱A6M零式戰鬥機，該飛機後來被重新組裝，並在二戰期間用於設計對付這種飛機的戰術。
- 1943年：盟军登陆西西里。
- 1951年：朝鲜战争停战谈判的首次会议在开城举行。
- 1953年：苏联内务部长贝利亚被解职。
- 1962年：美国国家航空航天局在加利福尼亚州卡纳维尔角发射首颗主动式通讯卫星电星1号。
- 1973年：巴哈马独立。
- 1976年：塞維索事件：意大利塞維索发生环境污染事故，大量戴奧辛及其他有毒物洩出[1]。
- 1978年：在茅利塔尼亞軍隊參謀長穆斯塔法·烏爾德·薩萊克發動政變後，首任總統穆克塔爾·烏爾德·達達赫因而被迫下臺。
- 1984年：臺灣臺北縣瑞芳鎮煤山煤礦發生重大礦災，造成103人死亡、22人受傷，為臺灣戰後死傷最嚴重的礦災。
- 1985年：法国对外安全总局特工将绿色和平组织停泊在新西兰奧克蘭港口的一艘舰船彩虹勇士号炸沉。
- 1991年：鮑利斯·葉爾欽正式出任俄羅斯蘇維埃聯邦社會主義共和國首任總統。
- 1995年：翁山蘇姬從國家和平與發展委員會的軟禁中釋放。
- 1996年：美國太空總署發布木星最大衛星甘尼米（木衛三）照片。
- 1999年：1999年国际足联女子世界杯决赛在美国加利福尼亚州帕萨迪纳玫瑰碗体育场举行，美国队在阶段5比4击败中国队，成为第一支在本土赢得女子世界杯的球队。

### 21世紀
- 2003年：屯門公路雙層巴士墮坡事故：香港一輛行走麗瑤邨至天恆邨之九龍巴士265M線雙層巴士在早上於屯門公路被貨櫃車推至路邊，不久即墮下數十米山坡，車長及20名乘客死亡，20名乘客受傷。香港交通史上死傷最多的車禍。
- 2006年：著名電視足球評述員林尚義正式宣佈退出電視及電影圈。
- 2006年：無綫收費電視旗下之「娛樂新聞台」於當晚在中環四季酒店舉行開幕盛典正式啟播。
- 2006年：颱風艾維尼登陸韓國，韓國各地造成的損失高達2.06兆韓元。
- 2007年：鈴木一朗（西雅圖水手）擊出美國職棒大聯盟全明星賽史上第一支場內全壘打，這是支兩分砲，苦主是Chris Young（聖地牙哥教士）。
- 2012年：俄罗斯国家杜马以简单多数通过俄罗斯加入世界贸易组织协议，这意味着俄罗斯将在一个月后正式成为世贸组织成员。
- 2020年：蘇丹共和國主權委員會批准禁止殘割女性生殖器的法律。

## 出生
- 1218年：陳太宗陳煚，大越皇帝（1277年逝世）
- 1419年：後花園天皇，日本第102代天皇（1471年逝世）
- 1452年：詹姆斯三世，苏格兰斯图亚特王朝第五任君主（1488年逝世）
- 1509年：約翰·加爾文，法國宗教改革活动家（1564年逝世）
- 1724年：埃娃·埃克布拉德，瑞典農學家、科學家、沙龍客、貴族（1786年逝世）
- 1819年：彼得·布萊克爾，荷蘭醫生、魚類學家（1878年逝世）
- 1830年：卡米耶·畢沙羅，法國印象派畫家（1903年逝世）
- 1856年：尼古拉·特斯拉，美國發明家、機械工程師、電機工程師、未來學家、實驗物理學家，電力商業化的重要推動者（1943年逝世）
- 1871年：馬塞爾·普魯斯特，法國意識作家（1922年逝世）
- 1882年：艾瑪·豪歌，美國社會活動家、慈善家、心理健康倡導者、藝術贊助人、收藏家，20世紀德克薩斯州最受尊敬的女性（1975年逝世）
- 1887年：胡安·曼努埃爾·加爾維斯，宏都拉斯政治人物、律師，第23任宏都拉斯總統（1972年逝世）
- 1888年：賀川豐彥，日本社會運動家（1960年逝世）
- 1888年：乔治·德·基里科，義大利超現實畫派畫家（1978年逝世）
- 1892年：卡爾·奧福，德國作曲家、音樂教育家（1982年逝世）
- 1894年：金亨稷，朝鲜领导人金日成父亲（1926年逝世）
- 1895年：卡爾·奧福，德國作曲家、音樂教育家（1982年逝世）
- 1897年：岡崎勝男，日本政治人物，前內閣官房長官、外務大臣（1965年逝世）
- 1903年：鄧律敦治，香港商人、慈善家、政治家（1974年逝世）
- 1909年：劉詠堯，中華民國陸軍一級上將，前中華民國國防部副部長、代理部長兼全國人事部部長。（1998年逝世）
- 1914年：喬·舒斯特，加拿大裔美國漫畫家，超人的共同創作者。（1992年逝世）
- 1920年：愛德華·羅威，美國企業家。（1995年逝世）
- 1920年：歐文·張伯倫，美國物理學家。（2006年逝世）
- 1925年：马哈迪·莫哈末，馬來西亞政治人物，第4、7任馬來西亞首相，尊稱“马来西亚現代化之父”。
- 1930年：許倬雲，中華民國歷史學家。
- 1931年：艾丽斯·芒罗，加拿大女作家，2013年諾貝爾文學獎得主。（2024年逝世）
- 1931年：張忠謀，台灣企業家，台積電董事長暨創辦人
- 1933年：楊傳廣，台灣十項全能選手，綽號「亞洲鐵人」（2007年逝世）
- 1937年：許松山，臺灣漫畫家（2019年逝世）
- 1943年：陳惠敏，香港武打動作演員
- 1951年：大杉久美子，日本女歌手
- 1953年：蘇治芬，台灣政治人物，民主進步黨籍立法委員
- 1953年：馮斯瓦絲·麥爾斯，法國企業家、慈善家、作家、鋼琴家、億萬富豪，世界上最富有的女性
- 1954年：李勝峰，台灣政治人物、現為新黨副主席
- 1957年：朱玲，前中國女排副攻，現任四川省體育局局長
- 1957年：張榮味，台灣政治人物，前任雲林縣縣長
- 1957年：蘇林，越南政治人物，第10任越南國家主席
- 1957年：辛迪·希恩，美國反戰運動人物，被稱為「和平母親」（Peace Mom）或「反戰母親」
- 1961年：張學友，香港男歌手、電影演員
- 1963年：許舒博，台灣政治人物，代表中國國民黨任職立法委員
- 1964年：王鴻薇，臺灣政治人物，現任臺北市第三選區立法委員、中國國民黨立法院黨團書記長、臺北市議會第10、11、12、13、14屆議員[2]。
- 1965年：亞歷克西婭，希腊公主
- 1966年：葉子媚，香港女演員
- 1966年：陳如茵，港鐵廣播配音
- 1967年：澤村一樹，日本男演員
- 1969年：傑·柯克帕特里克，美國職業棒球運動員
- 1970年：傑森·奧蘭奇，英國歌手、舞者、演員，偶像團體接招合唱團前成員。
- 1972年：索菲娅·维加拉，美國哥倫比亞裔女演員
- 1976年：呂多維克·久利，法國足球運動員
- 1976年：拉斯·里肯，德國足球運動員
- 1976年：埃莉薩·斯洛特金，美國政治人物
- 1977年：楊时賢，美國華裔演員
- 1977年：奇維托·艾吉佛，奈及利亞裔英國男演員
- 1978年：小泉孝太郎，日本男演員
- 1978年：納瓦·君拉納拉，泰國男演員
- 1979年：孔劉，韓國男演員
- 1980年：詹姆士·鄧肯·羅弗，美國演員、喜劇演員、導演、製片人、評論家、編劇
- 1980年：葉靜，中國男演員
- 1980年：潔西卡·辛普森，美國女歌手、演員。
- 1982年：海鳴威，中國男歌手
- 1982年：摩根·奧塔格斯，美國電視評論員、金融分析師、政治顧問
- 1983年：金希澈，韓國男子偶像團體Super Junior成員
- 1983年：格什菲·法拉哈尼，伊朗女演員
- 1983年：黃璐，中國女演員、製片人。
- 1984年：楊双子，臺灣小說家
- 1984年：台電阿凱，台灣台電工程師、網路藝術家
- 1984年：田中圭，日本男演員
- 1985年：陳柏惟，臺灣政治人物，曾任立法委員。
- 1985年：馬里奥·戈麥斯，德國職業足球運動員
- 1986年：，美國演員、前職業曲棍球選手
- 1987年：包文婧，中國女演員
- 1988年：周美欣，2007年度香港小姐競選季軍
- 1989年：林丹丹，中日混血女演員
- 1990年：盛駿，韓國男演員
- 1990年：李詩雅，韓國女演員
- 1990年：唐貝詩，香港女演員
- 1991年：前田敦子，日本女演員
- 1991年：鄭侑敏，韓國女演員
- 1993年：里哈娜·歐夏娜·戈巴騰科，馬來西亞吉兰丹州第二十九任苏丹莫哈末五世的妻子
- 1993年：吉力·維斯利，捷克男子網球運動員
- 1994年：丁子田，香港演員
- 1994年：蔡秀彬，韓國女演員
- 1994年：天使萌，日本AV女優
- 1995年：小林優吾，日本男子羽球運動員
- 1996年：文佳煐，韓國女演員
- 1997年：加藤玲奈，日本女子偶像團體AKB48成員
- 1997年：艾芭·巴普蒂斯塔，葡萄牙女演員
- 1998年：安格斯·克勞德，美國男演員（2023年逝世）
- 1999年：崔傘，韓國男子偶像團體ATEEZ成員
- 1999年：張婧儀，中國女演員
- 2000年：丹尼爾·佩雷茨，以色列職業足球運動員
- 2000年：楊倩，中國女子射擊運動員
- 2001年：立石凜，日本女性聲優、播報員
- 2001年：森田光，日本女子偶像團體櫻坂46成員

## 逝世
- 138年：哈德良，羅馬皇帝（76年出生）
- 355年：苻健，十六国前秦国君（317年出生）
- 645年：蘇我入鹿，日本權臣（生年不詳）
- 649年：唐太宗李世民，唐朝皇帝（599年出生）
- 1099年：羅德里戈·迪亞茲·德·維瓦爾，人稱「席德（El Cid）」，卡斯蒂利亞貴族，瓦倫西亞的征服者和城主，西班牙民族英雄（1043年出生）
- 1510年：卡特琳娜·科納羅，賽普勒斯女王（1454年出生）
- 1559年：亨利二世，法國瓦盧瓦王朝國王（1519年出生）
- 1799年：長澤蘆雪，日本江戶時代畫家（1754年出生）
- 1817年：休·珀西，英國貴族、陸軍軍官，第二代諾森伯蘭公爵（1742年出生）
- 1820年：威廉·懷亞特·比布，美國政治人物，首任阿拉巴馬州州長（1781年出生）
- 1889年：朱丽娅·加德纳·泰勒，美國第一夫人（1820年出生）
- 1910年：約翰·格弗里恩·伽勒，德國天文學家，海王星的發現者（1812年出生）
- 1920年：約翰·費舍爾，英国海军元帅，第一代費舍爾男爵（1841年出生）
- 1931年：威廉·貝茨，美國眼科醫生（1860年出生）
- 1938年：亞瑟·巴克利，賴比瑞亞政治人物，第15任賴比瑞亞總統。（1854年出生）
- 1940年：巴波沙，葡萄牙軍官、政治人物，第107、111、114任澳門總督。（1881年出生）
- 1948年：羅富國，第20任香港總督（1881年出生）
- 1993年：井伏鱒二，日本小說家（1898年出生）
- 1995年：阮文高，越南作曲家、畫家、詩人、愛國人士，越南國歌《進軍歌》的作者（1923年出生）
- 2006年：沙米尔·巴萨耶夫，被俄軍擊斃的車臣非法武裝頭目（1965年出生）
- 2007年：鄭筱萸，前中華人民共和國國家食品藥品監督管理局局長，後因受賄被判處死刑（1944年出生）
- 2015年：琼·维克斯，加拿大男高音歌唱家（1926年出生）
- 2015年：奧瑪·雪瑞夫，埃及男演員（1932年出生）[3]
- 2018年：田家炳，香港企业家、慈善家（1919年出生）
- 2022年：梁家榮，香港演員、YouTuber（1984年出生）
- 2025年：魏安，英國語言學家。（1960年出生）

## 节假日和习俗
- 巴哈马：独立日
- 毛里塔尼亚：軍人節
- 日本：超人力霸王之日，1966年7月10日是超人力霸王第一次在電視上出現的日子（一週後的17日正式首播影集）[4]。2010年7月，日本正式将7月10日定为超人力霸王之日[5]。